# Bruno Boscardin
Bruno Boscardin (Le Grand-Saconnex, 2 febbraio 1970) è un ex ciclista su strada italiano naturalizzato svizzero.
Professionista dal 1993 al 2000, vinse il Tour du Haut-Var 1996 e una tappa nella Parigi-Nizza dello stesso anno.

## Carriera
Nato in Svizzera, precisamente a Grand-Saconnex, nel cantone di Ginevra, da genitori veneti, acquisì la nazionalità elvetica solo nel 1997. Ottenne successivamente due secondi posti nei campionati nazionali a cronometro 1998 e 2000.

## Palmarès
- 1988 (Juniores)

1ª tappa Tour du Pays de Vaud (Renens > Rennaz)
- 1992 (S.C. Panor - Ceramiche Pagnoncelli/Carrera Jeans - Vagabond)

Trofeo CEE
Trofeo Amedeo Guizzi
Gran Premio Artigiani Sediai e Mobilieri
- 1994 (Polti - Vaporetto, una vittoria)

1ª tappa Hofbrau Cup (Waiblingen > Waiblingen)
- 1996 (Festina-Lotus, tre vittorie)

Tour du Haut-Var
7ª tappa Parigi-Nizza (Saint-Tropez > Antibes)
Parigi-Mantes
- 1997 (Festina-Lotus, una vittoria)

4ª tappa Tour du Limousin (Saint-Junien > Limoges)
- 1999 (Post Swiss Team, due vittorie)

3ª tappa Setmana Catalana (Castelló de Ampurias > L'Hospitalet de Llobregat)
Tour du Lac Léman

### Altri successi
- 1992 (S.C. Panor - Ceramiche Pagnoncelli/Carrera Jeans - Vagabond)

Arif Mannschafszeitfahren (Cronosquadre)
- 1999 (Post Swiss Team)

Grand Prix de Genève

## Piazzamenti

### Grandi giri
- Giro d'Italia

1995: ritirato (19ª tappa)
1996: 80º
1997: 66º
1998: fuori tempo (17ª tappa)
- Tour de France

1993: ritirato (11ª tappa)
1995: ritirato (15ª tappa)
1996: 80º

### Classiche
- Milano-Sanremo

1996: 30º
1998: 124º
Giro delle Fiandre
1996: 33º
1997: 16º
1998: 31º
Parigi-Roubaix
1993: 67º
1994: 43º
1996: 44º
1997: ritirato
1998: 28º
Giro di Lombardia
1995: 42º

### Competizioni mondiali
- Campionati mondiali

Valkenburg 1998 - Cronometro Elite: 38°